# Newman Sound
De Newman Sound is een zeearm met een oppervlakte van 55 km² in de Canadese provincie Newfoundland en Labrador. De baai is een lange, smalle zijarm van Bonavista Bay, een grote baai aan de oostkust van het eiland Newfoundland.

## Geografie
De Newman Sound is een 23 km lange zij-arm van het zuidelijke gedeelte van Bonavista Bay. De baai vormt de zuidkust van het schiereiland Eastport. De Newman Sound begint zo'n 2 km ten oosten van het dorp Sandy Cove, alwaar de zee zich een weg gebaand heeft tussen enerzijds Eastport en anderzijds Swale Island. 
Ten westen van dat eiland gaat ze bijna 15 km ver het binnenland van Newfoundland in, recht doorheen het hart van het Nationaal Park Terra Nova. De Newman Sound bevindt zich daardoor in een gebied met vrij ongerepte natuur. Enkel het meest noordoostelijke kustgedeelte is bewoond, met name door de inwoners van de vlak bij elkaar gelegen dorpen Sandy Cove en Happy Adventure.
Hoewel de zeearm grotendeels in het Nationaal Park Terra Nova ligt, maakt hij er zelf officieel geen deel van uit. De achterste 6 km ervan wordt wel beschermd door het Trekvogelreservaat Terra Nova.
Verschillende riviertjes monden in de Newman Sound uit, waaronder de Big Brook en de Saltons Brook.

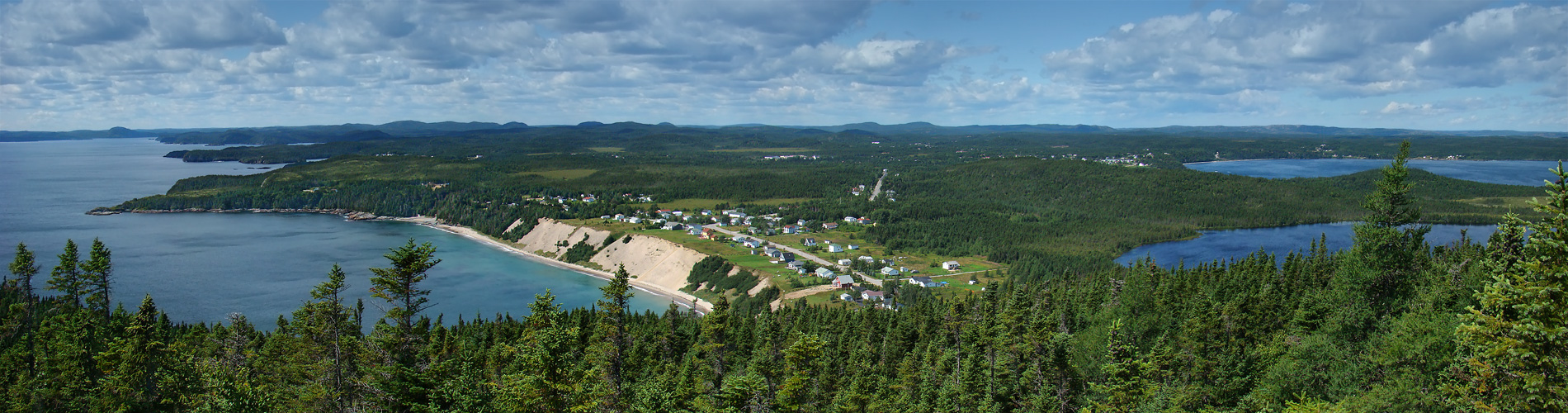
Panorama van het schiereiland Eastport met blik naar het westen. Het dorp in de voorgrond is Sandy Cove, het water aan de linkerzijde is de Newman Sound.